# Ovazemba

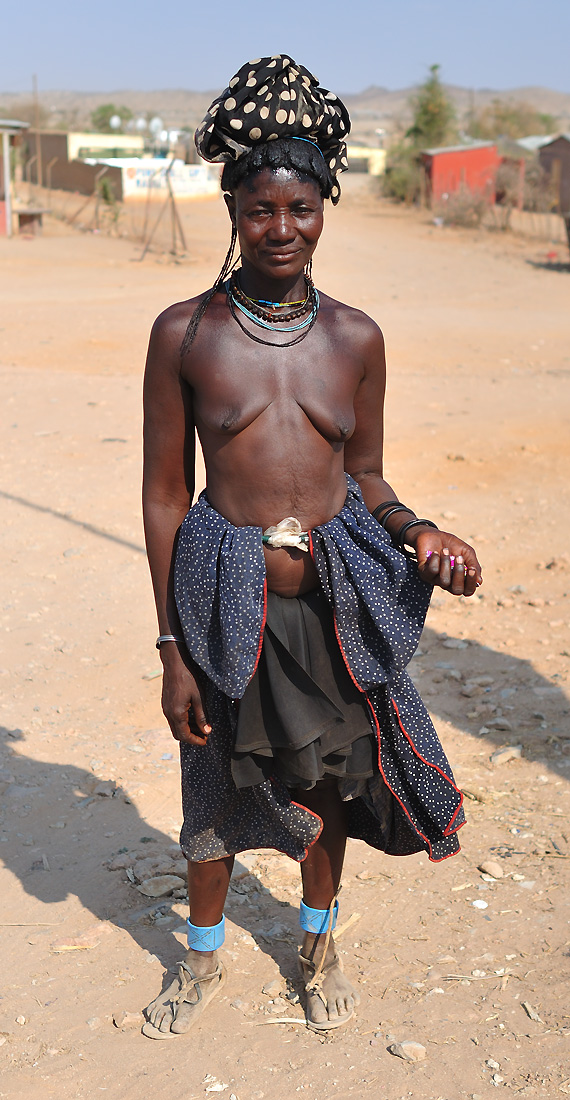
Ovazemba-Frau

Die Ovazemba, auch OvaZemba (singular Omuzemba bzw. OmuZemba), sind ein indigenes Volk, welches hauptsächlich in Namibia lebt. Sie sind von staatlicher Seite aus in Namibia nicht als indigen, anders als z. B. die Ovatue, anerkannt. Sie stellen auch keinen eigenen traditionellen Führer. Sie sprechen Otjizemba, eine dem Otjihimba sprachlich sehr nahestehende Sprache. Ihre Zahl wurde 2023 mit knapp 35.700 angegeben.
Die Ovazemba leben bis heute, wie die Himba, teilweise als nomadisierende Jäger und Sammler. Ihr traditionelles Siedlungsgebiet befindet sich um Ruacana im Nordwesten Namibias, in Nachbarschaft zu den Himba und Ovambo. Sie leben allerdings auch im angrenzenden Angola, aus welchem sie vermehrt nach Namibia fliehen.
Die Frauen der Ovazemba haben einen einzigartigen rein schwarzen Haarstil. Die Haare werden durch kleine Perlen in weiß, rot, blau und gelb geschmückt.
Die Ovazemba sind enger mit den Himba verwandt als die Ovatjimba und Ovatue. Sie gelten als eine der marginalisiertesten Gruppen im südlichen Afrika.

## Lebensweise
Die indigene Gemeinschaft der Ovazemba ist auf die Produktion von Nutzpflanzen wie Getreide und Vieh angewiesen. Wiederkehrende Dürren haben zum Verlust des Viehbestandes und somit von Milchprodukten und im Weiteren zum Verlust traditioneller Anbaukulturen und von Feldfrüchten, die normalerweise während der Regenzeit angebaut werden. 
Aufgrund von Vorschriften und der damit einhergehenden eingeschränkten Bewegungsfreiheit der Ovazemba in der Zeit der COVID-19-Pandemie ist es den Hirten nicht möglich gewesen, Vieh ins Nachbarland Angola, mit besseren Niederschlägen, zu bringen, um bessere Weideflächen zu finden. Einige Familien haben Mitglieder an den Folgen des Hungers verloren.